# 布吕尔 (梅克伦堡-前波美拉尼亚州)
布吕尔（德語：Brüel，發音：[ˈbʁyːl] ⓘ）是德国梅克伦堡-前波美拉尼亚州路德维希斯卢斯特-帕尔希姆县的城市，面积27.21平方千米，2023年12月31日人口为2,620人。